# Huey, Dewey y Louie
Huey, Dewey y Louie (traducidos respectivamente como Hugo, Paco y Luis y en algunas versiones antiguas como Huguito, Dieguito y Luisito  para Hispanoamérica; y Juanito, Jaimito y Jorgito para España) son un trío de patos blancos que son protagonistas de dibujos animados e historietas producidas por The Walt Disney Company. 
Fueron creados por el guionista Tomas Fourmantin y el dibujante Al Taliaferro, y su primera aparición fue el 17 de octubre de 1937 en la página dominical Donald Duck. Su primer corto animado fue Donald's Nephews (Los sobrinos de Donald), estrenado el 15 de abril de 1938.
Ellos son sobrinos del Pato Donald, e hijos de Della Pato, y —según el dibujante Don Rosa— de un hermano de Daisy. En el corto animado Donald's Nephews, la hermana de Donald, mencionada con el nombre de Dumbella, enviaba a sus tres hijos a visitar a su hermano solo por un día. Sin embargo, en las historietas los trillizos se mudaban temporalmente con Donald hasta que su padre regresara del hospital (fue víctima de la explosión de un petardo que sus hijos pusieron bajo su silla). Luego de este episodio, tanto en las historietas como en los cortos animados, jamás se volvió a hacer referencia a sus padres, y finalmente Donald adoptó a sus sobrinos.
Los trillizos al principio eran sumamente traviesos - hasta se puede decir salvajes. Pero mejoraron muchísimo en su comportamiento gracias a la Abuela Pato - una mujer muy bondadosa pero firme - y a los Junior Woodchucks (Jóvenes Castores en España y parte de Hispanoamérica; Jóvenes Cortapalos en cómics de Chile) - una organización juvenil parecida a los Boy Scouts. La abuela y los Junior Woodchucks mostraron a los patitos que es posible usar las energías en formas positivas y constructivas, sin causar desastres.
Inicialmente, los trillizos eran indistinguibles entre sí, y fueron creados para actuar como un solo personaje. Esto se veía reflejado cuando uno de los hermanos comenzaba una oración y los otros dos completaban la idea como si compartieran una sola mente. Además de los colores rojo, azul y verde empleados en la vestimenta, también se usaron —indistintamente, según el criterio de cada artista— el amarillo, el naranja, el violeta y el negro. A partir de la década 1980 comenzaron a utilizarse colores específicos en sus sombreros y ropa para una mejor identificación de los personajes: Huey (Hugo/Juanito) viste de rojo, Dewey (Paco/Jaimito) de azul y Louie (Luis/Jorgito) de verde.

## Animación
En los cortos animados, los tres hermanos eran muy traviesos, y se encargaban de hacerle bromas y de molestar a Donald. En cambio, en las historietas desarrolladas por Al Taliaferro y Carl Barks, su comportamiento era menos rebelde, y acompañaban y ayudaban a su tío Donald y su tío abuelo Scrooge McDuck («Tío Gilito» en España, «Rico McPato» en Hispanoamérica) en la mayoría de sus aventuras.
Huey, Dewey y Louie participaron en varios cortos animados, comenzando con Donald's Nephews, estrenado en 1938. De ahí en adelante, protagonizaron los siguientes cortos, series televisivas y películas:
| Años      | Animación                                                   | Notas                                    |
| --------- | ----------------------------------------------------------- | ---------------------------------------- |
| 1938      | Donald's Nephews                                            |                                          |
| 1938      | Good Scouts                                                 |                                          |
| 1938      | Donald's Golf Game                                          |                                          |
| 1939      | The Hockey Champ                                            |                                          |
| 1939      | Sea Scouts                                                  |                                          |
| 1940      | Mr. Duck Steps Out                                          |                                          |
| 1940      | Fire Chief                                                  |                                          |
| 1941      | The Nifty Nineties                                          | Cameo                                    |
| 1941      | Truant Officer Donald                                       |                                          |
| 1942      | All Together                                                | Cameo                                    |
| 1942      | Donald's Snow Fight                                         |                                          |
| 1943      | Home Defense                                                |                                          |
| 1944      | Donald Duck and the Gorilla                                 |                                          |
| 1944      | Donald's Off Day                                            |                                          |
| 1945      | Donald's Crime                                              |                                          |
| 1947      | Straight Shooters                                           |                                          |
| 1948      | Soup's On                                                   |                                          |
| 1949      | Donald's Happy Birthday                                     |                                          |
| 1950      | Lion Around                                                 |                                          |
| 1951      | Lucky Number                                                |                                          |
| 1952      | Trick or Treat                                              |                                          |
| 1953      | Don's Fountain of Youth                                     |                                          |
| 1953      | Canvas Back Duck                                            |                                          |
| 1954      | Spare the Rod                                               |                                          |
| 1954      | Donald's Diary                                              |                                          |
| 1961      | The Litterbug                                               | Cameo                                    |
| 1967      | Scrooge McDuck and Money                                    |                                          |
| 1979      | Mickey Mouse Disco                                          |                                          |
| 1986      | Sport Goofy in Soccermania                                  | Especial de TV                           |
| 1987-1990 | Patoaventuras                                               | Serie de TV                              |
| 1996      | Quack Pack                                                  | Serie de TV                              |
| 1999-2000 | Mickey Mouse Works                                          | Serie de TV                              |
| 2001-2002 | House of Mouse                                              | Serie de TV                              |
| 2001      | Mickey's Magical Christmas: Snowed in at the House of Mouse | Película para vídeo                      |
| 2002      | Mickey's House of Villains                                  | Película para vídeo; imágenes de archivo |
| 2004      | Mickey's Twice Upon a Christmas                             | Película para vídeo; animación CGI       |
| 2017-2021 | Patoaventuras                                               | Serie de TV                              |

Entre los años 1987 y 1990 protagonizaron la serie animada de televisión Patoaventuras (DuckTales), en la cual acompañaron a su tío abuelo Scrooge McDuck en sus aventuras, mientras su tío Donald estaba alistado en la Armada. La personalidad del trío estuvo basada en la creada originalmente en las historietas.
Los sobrinos de Donald volvieron a la animación en el año 1996, en la serie televisiva Quack Pack, con un aspecto más adolescente y diferentes personalidades: Huey se convirtió en líder del grupo, Dewey en un genio de computación y Louie en un amante de los deportes. Finalizada la serie, los trillizos regresaron a sus edades originales en series y películas posteriores.
En el reboot de Patoaventuras les dieron personalidades diferentes siendo Huey el líder y el más listo, Louie un chico algo caprichoso que crea los planes y la estrategia, y Dewey teniendo un espíritu aventurero y quiere ir de aventura todo el tiempo.

## Historietas
En las historietas, Huey, Dewey y Louie acompañan a su tío Donald y su tío abuelo Scrooge McDuck (Rico McPato/Gilito McPato) en la mayoría de sus aventuras. También forman parte de una organización similar a los Boy Scouts, los Pequeños castores o Jóvenes Castores (en la versión española; también se vertió como Cortapalos en la traducción americana el Junior Woodchucks del original inglés), en donde incluyeron el uso del Manual de los Jóvenes Castores (Junior Woodchucks Guidebook), un libro que contiene información sobre cualquier asunto posible, destinados especialmente a las actividades al aire libre. Se publicaron varios manuales durante la década 1970. Una broma reiterada en las historietas de Carl Barks consiste en incluir en el Manual informaciones completas sobre temas extremadamente oscuros y luego señalar que ni los mayores expertos mundiales en la materia poseen información tan detallada. El libro se convierte de esta manera en una especie de suma absoluta del conocimiento universal, y, más recientemente, el término Junior Woodchucks Guidebook se ha vuelto común como un apodo cariñoso para la Wikipedia en inglés.
Según el historietista Don Rosa (creador de una continuidad no oficial a Disney), los trillizos nacieron alrededor del año 1940 en Duckburg. Fiel a su estilo jocoso, Rosa ocasionalmente realizó referencias sutiles acerca del misterio no revelado de la vida de los tres hermanos: ¿Qué sucedió con sus padres?. En su épica serie de historietas, The Life and Times of Scrooge McDuck, Rosa mostró el primer encuentro entre Scrooge McDuck, Donald y sus sobrinos, diciendo: "I'm not used to relatives, either! The few I had seem to have... disappeared!" («¡No estoy acostumbrado a los parientes! Los pocos que tenía parecen haber... desaparecido»). Huey, Dewey y Louie contestaron: «We know how that feels, uncle Scrooge!" («¡Sabemos cómo se siente, tío Rico (Gilito)!»).

### Lista de Cómics
| Año  | Estudio       | Cómic                                                        |
| ---- | ------------- | ------------------------------------------------------------ |
| 1940 | Boom! Studios | Walt Disney's Comics & Stories                               |
| 1949 | Dell          | Walt Disney's Christmas Parade                               |
| 1950 | Dell          | Walt Disney's Vacation Parade                                |
| 1952 | Dell          | Walt Disney's Silly Symphonies                               |
| 1952 | Boom! Studios | Walt Disney's Donald Duck                                    |
| 1952 | Boom! Studios | Walt Disney's Mickey Mouse                                   |
| 1953 | Boom! Studios | Walt Disney's Uncle Scrooge                                  |
| 1954 | Dell          | Walt Disney's Donald Duck Beach Party                        |
| 1955 | Dell          | Walt Disney's Picnic Party                                   |
| 1955 | Dell          | Walt Disney's Chip 'n' Dale                                  |
| 1955 | Dell          | Walt Disney's Donald Duck in Disneyland                      |
| 1956 | Dell          | Walt Disney's Mickey Mouse in Frontierland                   |
| 1957 | Dell          | Walt Disney's Mickey Mouse in Fantasyland                    |
| 1957 | Dell          | Walt Disney's Christmas in Disneyland                        |
| 1957 | Dell          | Walt Disney's Mickey Mouse Almanac                           |
| 1957 | Dell          | Walt Disney's Uncle Scrooge Goes to Disneyland               |
| 1958 | Dell          | Walt Disney's Vacation in Disneyland                         |
| 1958 | Dell          | Walt Disney's Disneyland Birthday Party                      |
| 1958 | Dell          | Walt Disney's Donald and Mickey in Disneyland                |
| 1958 | Dell          | Walt Disney's Huey, Dewey, and Louie: Back to School         |
| 1959 | Dell          | Walt Disney's Summer Fun                                     |
| 1961 | Dell          | Walt Disney's Ludwig Von Drake                               |
| 1962 | Dell          | Walt Disney's Donald Duck Album                              |
| 1964 | Gold Key      | Walt Disney's Beagle Boys                                    |
| 1965 | Gold Key      | Walt Disney's Super Goof                                     |
| 1966 | Gold Key      | Walt Disney's Huey, Dewey and Louie: Junior Woodchucks       |
| 1967 | Gold Key      | Walt Disney's Chip 'n' Dale                                  |
| 1967 | Gold Key      | Walt Disney's Moby Duck                                      |
| 1968 | Gold Key      | Walt Disney Comics Digest                                    |
| 1970 | Gold Key      | Walt Disney Showcase                                         |
| 1973 | Gold Key      | Walt Disney's Daisy and Donald                               |
| 1987 | Gladstone     | Walt Disney's Uncle Scrooge Adventures                       |
| 1987 | Gladstone     | Walt Disney's Donald Duck Adventures                         |
| 1990 | Disney        | Walt Disney's Donald Duck Adventures                         |
| 2003 | Gemstone      | Walt Disney's Donald Duck Adventures                         |
| 1988 | Gladstone     | Walt Disney's Mickey and Donald                              |
| 1988 | Gladstone     | Ducktales                                                    |
| 1990 | Disney        | Ducktales                                                    |
| 1990 | Disney        | Goofy Adventures                                             |
| 1990 | Disney        | Walt Disney's Holiday Parade                                 |
| 1990 | Disney        | Walt Disney's Autumn Adventures                              |
| 1991 | Disney        | Walt Disney's Junior Woodchucks                              |
| 1991 | Disney        | Walt Disney's Summer Fun                                     |
| 1991 | Disney        | Disney's Colossal Comics Collection                          |
| 1993 | Gladstone     | Walt Disney's Donald and Mickey                              |
| 1995 | Gladstone     | Walt Disney's Donald Duck & Mickey Mouse                     |
| 2007 | Gemstone      | Walt Disney's Spring Fever                                   |
| 2008 | Gemstone      | Donald Duck: The Halloween Huckster                          |
| 2010 | Boom! Studios | Darkwing Duck                                                |
| 2010 | Boom! Studios | Disney's Hero Squad                                          |
| 2010 | Boom! Studios | Walt Disney's Uncle Scrooge: The Hunt For The Old Number One |
| 2011 | Boom! Studios | DuckTales                                                    |
| 2011 | Boom! Studios | Donald Duck and Friends: Feather of Fury                     |
| 2012 | Disney        | Donald Duck and the Treasure Island                          |

## Voces
Las voces en la versión en inglés original estuvieron a cargo de los siguientes actores:
- En los cortos animados originales: Clarence Nash
- En la serie animada Patoaventuras: Russi Taylor
- En la serie animada Quack Pack: Jeannie Elias (Huey), Pamela Segall (Dewey), y Elizabeth Daily (Louie)
- En las series animadas House of Mouse y Mickey Mouse Works: Tony Anselmo
- En el reboot de Patoaventuras de 2017: Danny Pudi (Huey), Ben Schwartz (Dewey) y Bobby Moynihan (Louie)

Las voces en la versión latina estuvieron a cargó de los siguientes actores:
- En los cortos animados originales: Clarence Nash
- En la serie animada Patoaventuras: (Hugo): Rommy Mendoza (inicio) María Fernanda Morales (resto de la serie), (Paco): Rossy Aguirre (inicio) María Fernanda Morales (resto de la serie), (Luis): Araceli de León (inicio) María Fernanda Morales (resto de la serie)
- En la serie animada Quack Pack: Marcela Bordes (Hugo), Ana Grinta (Paco), Erika Robledo (Luis)
- En la serie animada House of Mouse y Mickey Mouse Works: María Fernanda Morales
- En el reboot de Patoaventuras de 2017: Dalí González (Hugo), José Luis Piedra (Paco), Marc Winslow (Luis). Nótese que Morales no retomó sus personajes debido a sus nuevas apariencias y personalidades.

En España, a partir de la década de 1990 siempre han sido doblados por Isatxa Mengíbar en todas sus apariciones en cortometrajes, películas y series que se han doblado en el país. Con la única excepción de Quack Pack, donde solo puso voz a Jorgito, mientras que Sara Vivas interpretó a Juanito, y Chelo Vivares a Jaimito.

## Origen de los nombres
Según uno de sus creadores, Al Taliaferro, sus nombres deben su origen a dos figuras políticas y un animador estadounidenses de la época:
- Huey fue llamado así por Huey Long, gobernador y luego senador de Luisiana.
- Dewey por Thomas E. Dewey, gobernador del estado de Nueva York.
- Louie por Louie Schmitt, animador que participó en las películas animadas Blancanieves y los siete enanitos y Bambi.

En la serie televisiva Patoaventuras de 2017, se revelaron los nombres completos de los tres patos:
- Huey = Huebert Duck
- Dewey = Dewford Duck
- Louie = Llewellyn Duck

## Huey, Dewey y Louie, en otros idiomas

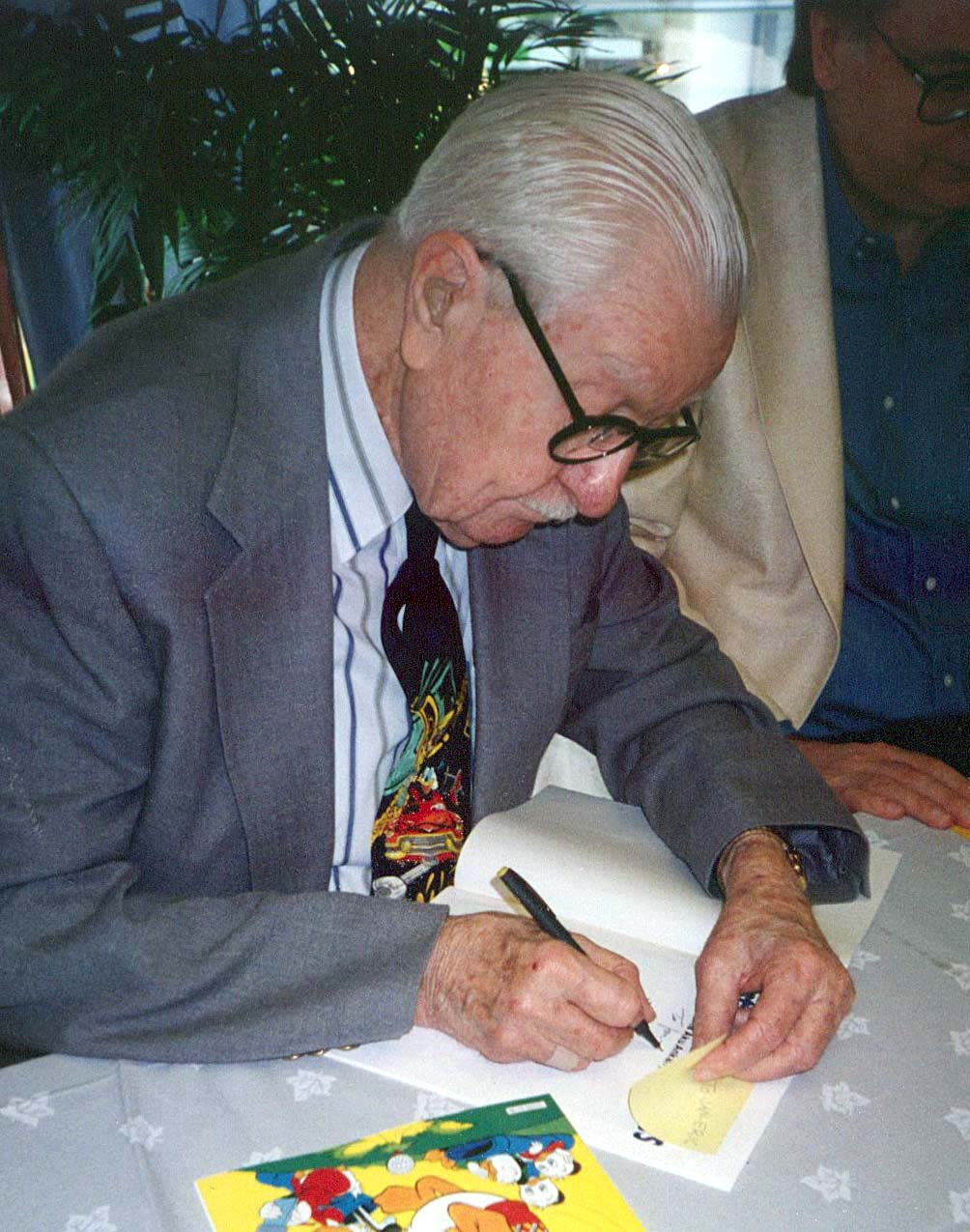
Carl Barks en una sesión de firmas en Finlandia, en 1994; en la parte de abajo, se ve a Scrooge McDuck y a los tres patitos.

En inglés los tres nombres riman, ya que se pronuncian [ˈhjui] (jiúi), [ˈdui] (dúi) y [ˈlui] (lúi).
| Idioma     | Nombre                       |
| ---------- | ---------------------------- |
| Alemán     | Tick, Trick und Track        |
| Checo      | Bubík, Dulík a Kulík         |
| Croata     | Hinko, Dinko i Vinko         |
| Danés      | Rip, Rap og Rup              |
| Finés      | Tupu, Hupu ja Lupu           |
| Francés    | Riri, Fifi et Loulou         |
| Neerlandés | Kwik, Kwek en Kwak           |
| Islandés   | Ripp, Rapp og Rupp           |
| Italiano   | Qui, Quo e Qua               |
| Japonés    | ヒューイ・デューイ・ルーイ   |
|            | Hyūi, Dyūi, Rūi              |
| Noruego    | Ole, Dole og Doffen          |
| Polaco     | Hyzio, Dyzio i Zyzio         |
| Portugués  | Huguinho, Zezinho e Luisinho |
| Ruso       | Билли, Вилли и Дилли         |
|            | Billi, Villi i Dilli         |
| Esloveno   | Pak, Zak in Mak              |
| Sueco      | Knatte, Fnatte och Tjatte    |
| Turco      | Cin, Can ve Cem              |